# 뺑파게이트
《뺑파 게이트》는 '인당수 사건'으로 심봉사가 받은 거액의 보상금을 노리는 천하의 불효자 '심창'과 기획사기단 '뺑파와 황칠'의 한바탕 소동을 그린 마당놀이다. 100여 명이 넘는 출연진과 와이드 무대, 빛과 소리의 조화, 코미디가 있는 마당놀이다.

## 출연
- 심형래, 김성환: 황봉사 역 (황칠 역)
- 최주봉, 김진태: 심봉사 역
- 안문숙, 정은숙: 뺑파 역
- 윤문식, 황성빈: 심창 역 (말뚝이 역, 심봉사의 아들)
- 김유나, 채시현: 심청 역

## 제작
- 프로듀서: 황규학, 황석
- 극본: 김일태
- 연출: 김장섭
- 안무: 이경화
- 음악: 김정묵,박범근

## 상연 기록
- 서울 : 2018년 5월4일 초연, 연속 상연 횟수 16회 (뮤지컬 부문 포함, 모든 공연 중 예매율 1위[2])
- 부산 : 2018년 6월9일 초연 (뮤지컬 부문 예매율 1위[3])
- 성남 : 2018년 6월16일 초연 (앙코르 공연[4], 뮤지컬 부문 예매율 1위[5])